# 111660 Jimgray
111660 Jimgray este un asteroid din centura principală de asteroizi.

## Descriere
111660 Jimgray este un asteroid din centura principală de asteroizi. A fost descoperit pe 13 ianuarie 2002 la Apache Point Observatory în cadrul programului Sloan Digital Sky Survey. Asteroidul prezintă o orbită caracterizată de o semiaxă mare de 3,26 ua, o excentricitate de 0,03 și o înclinație de 9,1° în raport cu ecliptica.